# Sidi Abdelaziz
Sidi Abdelaziz è un comune dell'Algeria, situato nella provincia di Jijel.